# Newton (Illinois)
Newton is een plaats (city) in de Amerikaanse staat Illinois, en valt bestuurlijk gezien onder Jasper County.

## Demografie
Bij de volkstelling in 2000 werd het aantal inwoners vastgesteld op 3069. In 2006 is het aantal inwoners door het United States Census Bureau geschat op 2996, een daling van 73 (-2,4%).

## Geografie
Volgens het United States Census Bureau beslaat de plaats een oppervlakte van 4,8 km², geheel bestaande uit land. Newton ligt op ongeveer 290 m boven zeeniveau.

## Plaatsen in de nabije omgeving
De onderstaande figuur toont nabijgelegen plaatsen in een straal van 20 km rond Newton.